# Дунаєвецька міська рада
Дунаєве́цька міська́ ра́да — орган місцевого самоврядування в Дунаєвецькому районі Хмельницької області. Адміністративний центр — місто Дунаївці.

## Загальні відомості
- Дунаєвецька міська рада утворена в 1924 році.
- Територія ради: 13,04 км²
- Населення ради: 17 310 осіб (станом на 2001 рік)
- Територією ради протікають річки Тернава, Студениця.

## Населені пункти
Міській раді підпорядковані населені пункти:
- м. Дунаївці
- с. Великий Жванчик
- с. Велика Кужелова
- с. Велика Побіянка
- с. Вихрівка
- с. Воробіївка
- с. Ганнівка
- с. Гірчична
- с. Голозубинці
- с. Гута Яцьковецька
- с. Дем'янківці
- с. Держанівка
- с. Залісці
- с. Зеленче
- с. Іванківці
- с. Лисець
- с. Мала Кужелівка
- с. Мала Побіянка
- с. Миньківці
- с. Мушкутинці
- с. Нестерівці
- с. Рахнівка
- с. Рачинці
- с. Сивороги
- с. Січинці
- с. Сокілець
- с. Чаньків

## Склад ради
Рада складається з 34 депутатів та голови.
- Голова ради: Заяць Веліна Владиславівна
- Заступник голови ради: Слюсарчик Надія Олексіївна
- Секретар ради: Островський Микола Гилярдович

Існує 5 постійних комісій, покликаних врегульовувати різні сфери діяльності Дунаївців.

### Керівний склад попередніх скликань
| Прізвище, ім'я, по батькові     | Основні відомості                                                                                | Дата обрання | Дата звільнення |
| ------------------------------- | ------------------------------------------------------------------------------------------------ | ------------ | --------------- |
| Небельський Станіслав Борисович | Міський голова, 1953 року народження, освіта вища, член Всеукраїнського об'єднання «Батьківщина» | 26.03.2006   | 31.10.2010      |
| Небельський Станіслав Борисович | Міський голова, 1953 року народження, освіта вища, член Всеукраїнського об'єднання «Батьківщина» | 31.10.2010   |                 |

Примітка: таблиця складена за даними сайту Верховної Ради України

### Депутати

#### V скликання
До міської ради входило 25 депутатів. За результатами виборів 26 березня 2006 року V скликання ради сформували:
- — 7 депутатів від Блоку Юлії Тимошенко;
- — 6 депутатів від блоку партій «Нашої України»;
- — 2 депутати від Народно-демократичної партії;
- — 2 депутати від Народного блоку Литвина;
- — 2 депутати від Блоку Юрія Кармазіна;
- — 2 депутати від Соціалістичної партії України;
- — 2 депутати від Партії регіонів;
- — 1 депутати від Українського народного блоку Костенка і Плюща;
- — 1 депутати від Громадянського блоку «Пора—ПРП».

З них жінок — 7, чоловіків — 19. Вищу освіту мають 19 депутатів, середню спеціальну — 5 та середню — 1 депутат.

#### VI скликання
За результатами місцевих виборів 2010 року депутатами ради стали:

##### За суб'єктами висування
| Суб'єкт висування                                       | Кількість обраних депутатів | %    |
| ------------------------------------------------------- | --------------------------- | ---- |
| Партія регіонів                                         | 15                          | 50   |
| Політична партія Всеукраїнське об'єднання «Батьківщина» | 10                          | 33,3 |
| Політична партія «Фронт Змін»                           | 4                           | 13,3 |
| Партія захисників Вітчизни                              | 1                           | 3,3  |

##### За округами
| № округу                                                | Прізвище, ім'я, по батькові     | Дата визнання обраним | Освіта  | Партійна приналежність                        | Відомості про обраного депутата                                                                       |
| ------------------------------------------------------- | ------------------------------- | --------------------- | ------- | --------------------------------------------- | --- |
| Партія захисників Вітчизни                              |                                 |                       |         |                                               | |
| 13                                                      | Ясінський Олександр Вікторович  | 04.11.2010            | вища    | член Партії захисників Вітчизни               | приватний підприємець                                                                                 |
| Партія регіонів                                         |                                 |                       |         |                                               | |
| б/м                                                     | Чайковська Алла Олександрівна   | 05.11.2010            | вища    | член Партії регіонів                          | Дунаєвецьке відділення ВПУ-36 с. Балин, заступник директора                                           |
| б/м                                                     | Костриба Наталія Броніславівна  | 05.11.2010            | вища    | позапартійна                                  | Дунаєвецька районна санепідемстанція, начальник                                                       |
| б/м                                                     | Мазур Андрій Андрійович         | 05.11.2010            | вища    | позапартійний                                 | приватний підприємець                                                                                 |
| б/м                                                     | Баранюк Євгеній Миколайович     | 05.11.2010            | вища    | член Партії регіонів                          | тимчасово не працює                                                                                   |
| б/м                                                     | Бурковський Вадим В'ячеславович | 05.11.2010            | вища    | член Партії регіонів                          | Дунаєвецька районна державна адміністрація, головний спеціаліст відділу організаційно-кадрової роботи |
| б/м                                                     | Гарбер Руслан Васильович        | 05.11.2010            | вища    | член Партії регіонів                          | Дунаєвецька районна рада оргвідділ, завідувач організаційного відділу                                 |
| 1                                                       | Мудрик Костянтин Михайлович     | 04.11.2010            | вища    | позапартійний                                 | Маківська дитячо-юнацька спортивна школа «Колос», тренер-викладач                                     |
| 4                                                       | Дубік Віта В'ячеславівна        | 04.11.2010            | вища    | член Партії регіонів                          | Комунальне підприємство «Тепломережа», економіст                                                      |
| 6                                                       | Бейлик Беніамін Аркадійович     | 04.11.2010            | середня | позапартійний                                 | приватний підприємець                                                                                 |
| 7                                                       | Віннічук Микола Іванович        | 04.11.2010            | вища    | член Партії регіонів                          | Дунаєвецька РДА, начальник відділу організаційної і кадрової роботи                                   |
| 9                                                       | Костюк Анна Олександрівна       | 04.11.2010            | вища    | член Партії регіонів                          | приватний підприємець                                                                                 |
| 10                                                      | Войтків Віктор Сигізмундович    | 04.11.2010            | вища    | позапартійний                                 | Дунаєвецька міська рада, завідувач організаційного відділу виконавчого комітету                       |
| 11                                                      | Ференчук Віталій Васильович     | 04.11.2010            | середня | член Партії регіонів                          | Комунальне підприємство «Міськводоканал», начальник                                                   |
| 14                                                      | Войдевич Вадим Анатолійович     | 04.11.2010            | вища    | член Партії регіонів                          | Дунаєвецька ЦРЛ, лікар                                                                                |
| 15                                                      | Лаврентьєв Анатолій Петрович    | 04.11.2010            | вища    | позапартійний                                 | Дунаєвецьке колективне ремонтно-будівельне підприємство, директор                                     |
| Політична партія Всеукраїнське об'єднання «Батьківщина» |                                 |                       |         |                                               | |
| б/м                                                     | Атаманчук Ірина Іванівна        | 05.11.2010            | вища    | член Всеукраїнського об'єднання «Батьківщина» | Аптека"Медтехніка", завідувачка                                                                       |
| б/м                                                     | Грабовський Євген Володимирович | 05.11.2010            | вища    | член Всеукраїнського об'єднання «Батьківщина» | приватний підприємець                                                                                 |
| б/м                                                     | Глухів Борислав Павлович        | 05.11.2010            | вища    | член Всеукраїнського об'єднання «Батьківщина» | Житлово-експлуата-ційна контора № 2, начальник                                                        |
| б/м                                                     | Фещук Юлія Анатоліївна          | 05.11.2010            | вища    | член Всеукраїнського об'єднання «Батьківщина» | КП «Трудовий архів», завідувачка                                                                      |
| б/м                                                     | Білецький Микола Йосипович      | 05.11.2010            | вища    | член Всеукраїнського об'єднання «Батьківщина» | ЗАТ «Дунаєвецький маслозавод», головний інженер                                                       |
| 2                                                       | Буяр Лілія Петрівна             | 04.11.2010            | вища    | член Всеукраїнського об'єднання «Батьківщина» | ЖЕО «Дунаєвецької міської ради», головний інженер                                                     |
| 3                                                       | Панасевич Галина Іванівна       | 04.11.2010            | вища    | позапартійна                                  | Дунаєвецька міська рада, секретар                                                                     |
| 5                                                       | Островський Микола Гелярдович   | 04.11.2010            | вища    | член Всеукраїнського об'єднання «Батьківщина» | тимчасово не працює                                                                                   |
| 8                                                       | Калинюк Наталя Гнатівна         | 04.11.2010            | вища    | член Всеукраїнського об'єднання «Батьківщина» | ЗАТ «Дунаєвецький маслозавод», головний економіст                                                     |
| 12                                                      | Ратушняк Людмила Броніславівна  | 04.11.2010            | вища    | член Всеукраїнського об'єднання «Батьківщина» | ЗАТ «Дунаєвецький маслозавод», заступник директора                                                    |
| Політична партія «Фронт Змін»                           |                                 |                       |         |                                               | |
| б/м                                                     | Толюк Оксана Леонідівна         | 05.11.2010            | вища    | член Політичної партії «Фронт Змін»           | Дунаєвецька ЦРЛ, лікар-терапевт                                                                       |
| б/м                                                     | Кушнір Алла Вікторівна          | 05.11.2010            | вища    | член Політичної партії «Фронт Змін»           | Дунаєвецька ЦРЛ, лікар-стоматолог                                                                     |
| б/м                                                     | Ковальчук Володимир Іванович    | 05.11.2010            | вища    | член Політичної партії «Фронт Змін»           | Відділ освіти Дунаєвецької РДА, інженер групи централізованого забезпечення НЗ                        |
| б/м                                                     | Слободян Олександр Сергійович   | 05.11.2010            | вища    | член Політичної партії «Фронт Змін»           | Виконком Дунаєвецької міськради, головний спеціаліст орг. відділу                                     |

## Виноски
1. ↑  Керівний склад ради [Архівовано 23 вересня 2015 у Wayback Machine.] на Дунаєвецька міська рада (Офіційний сайт) [Архівовано 25 березня 2010 у Wayback Machine.]
2. ↑  Керівний склад попередніх скликань ради на сайті Верховної Ради України
3. ↑  Секретарі попередніх скликань ради на сайті Верховної Ради України
4. 1 2  Склад міської ради [Архівовано 30 червня 2010 у Wayback Machine.] на Дунаєвецька міська рада (Офіційний сайт) [Архівовано 25 березня 2010 у Wayback Machine.]
5. ↑  Дунаєвецька міська рада. Результати виборів депутатів. ЦВК. Архів оригіналу за 26 травня 2015. Процитовано 26 травня 2015.